# Фдалат
Фдалат (араб. فضالة‎) — город в провинции Бен-Слиман области Касабланка — Сеттат, Марокко. По данным переписи 2004 год население составляет 9 796 человек.
В городе зафиксировано сильное загрязнение почв тяжелыми металлами, в частности аномально высокий уровень кадмия. Это связывают с усиленным использованием фосфатных удобрений, богатых кадмием. Удобрения так же ответственны за повышенное содержания в почвах фосфора и калия. Кроме того, имеющийся в близлежайшей Мохаммедии выходы железа и сульфидов ответственны за повышенное содержание в почве железа и цинка.